# Heinrichia
Heinrichia is een geslacht van vogels uit de familie vliegenvangers (Muscicapidae). Het geslacht telt één soort. Er is één soort:
- Heinrichia calligyna – Sulawesikortvleugel